# 扁藤壶科
扁藤壶科（学名：Platylepadidae）在过去被认为是无柄目（Sessilia）下的一个藤壶科。Chan等人在2021年发表的研究，将扁藤壶科的属合并到藤壶科（Balanidae）中，而其中的王冠藤壶属（Stephanolepas）移动到龟藤壶科（Chelonibiidae）。 在同一文献中，无柄目不再作为藤壶的目。

## 下级分类
本科原来包括以下属：
- Calyptolepas Frick, Zardus & Lazo-Wasem, 2010
- 筒藤壶属 Cylindrolepas Pilsbry, 1916
- 扁茗荷属 Platylepas Gray, 1825
- 王冠藤壶属 Stephanolepas Fischer, 1886
- 口藤壶属 Stomatolepas Pilsbry, 1910